# Анцелиович, Ефим Самуилович
Ефим Самуилович Анцелио́вич (1904—1956) — советский радиотехник. Ответственный работник НКВД-МГБ СССР, инженер-полковник (1949).

## Биография
Родился в 1904 году. В 1919 году (в 15-летнем возрасте) добровольно записался в РККА. Член РКП(б) с 1920 года.
С 1920-х годов работал в военных организациях, связанных с радиотехникой; профессор. В 1938 году был арестован. Находился в Бутырской тюрьме (вместе с А. Л. Минцем, Б. И. Преображенским и А. Т. Ярмизиным) в качестве «заключённого специалиста». Досрочно освобождён.
С 1941 года зам. начальника 5-го отделения 2-го спецотдела (оперативной техники) НКВД СССР. Осенью 1942 года принимал участие в розыске агентурной группы противника в районе Каргополь — Няндома.
С мая 1946 года по ноябрь 1951 года — помощник (заместитель) начальника отдела «Р» (радиоконтрразведка) МГБ СССР по технической части. Инженер-полковник (1949).
В ноябре 1951 года арестован по делу о «сионистском заговоре в МГБ». Освобожден в 1953 году, в ноябре того же года реабилитирован и уволен «по служебному несоответствию» в запас Министерства обороны.
Умер в 1956 году. Похоронен на Введенском кладбище (уч. 3).

## Награды и премии
- Сталинская премия второй степени (1949) — за создание новой радиоаппаратуры
- орден Ленина
- орден Красного Знамени
- орден Трудового Красного Знамени
- орден Красной Звезды (31.07.1944).
- медали